# Valdefresno
Valdefresno è un comune spagnolo di 1 854 abitanti situato nella comunità autonoma di Castiglia e León.